# Birgit Pouplier
Birgit Pouplier (13. juni 1925 – 19. april 2014) var en dansk skuespiller og forfatter.
Pouplier blev student i 1944 fra Ingrid Jespersens Gymnasieskole og blev uddannet fra Det Kongelige Teaters Elevskole i 1947 efter at have været elev hos Martin Hansen. Efterfølgende var hun tilknyttet Friluftsteatret, Odense Teater og fra 1948 Det Ny Teater. Året efter blev hun gift med civilingeniør Knud A.J. Nielsen og parret var fra 1950-1955 bosat i Afrika og USA. 
I USA fik hun flere roller i både tv- og spillefilm. Tilbage i Danmark debuterede hun i 1962 som forfatter med Og i aften. I 1964 udgav hun Lenette og hendes grimme hund, der senere blev lavet som tv-serie med Pouplier som manuskriptforfatter.
Senere skrev hun flere børnebøger samt essays og artikler.

## Filmografi
- Hans store aften (1946)
- Englen i sort (1957)